# Saint-Hilaire-du-Rosier
Saint-Hilaire-du-Rosier és un municipi francès situat al departament de la Isèra i a la regió d'Alvèrnia-Roine-Alps. L'any 2007 tenia 1.858 habitants.

## Demografia

### Població
El 2007 la població de fet de Saint-Hilaire-du-Rosier era de 1.858 persones. Hi havia 704 famílies de les quals 163 eren unipersonals (56 homes vivint sols i 107 dones vivint soles), 231 parelles sense fills, 266 parelles amb fills i 44 famílies monoparentals amb fills.
La població ha evolucionat segons el següent gràfic:
Habitants censats

### Habitatges
El 2007 hi havia 806 habitatges, 722 eren l'habitatge principal de la família, 27 eren segones residències i 57 estaven desocupats. 691 eren cases i 110 eren apartaments. Dels 722 habitatges principals, 534 estaven ocupats pels seus propietaris, 168 estaven llogats i ocupats pels llogaters i 20 estaven cedits a títol gratuït; 12 tenien una cambra, 26 en tenien dues, 85 en tenien tres, 218 en tenien quatre i 381 en tenien cinc o més. 537 habitatges disposaven pel capbaix d'una plaça de pàrquing. A 287 habitatges hi havia un automòbil i a 377 n'hi havia dos o més.

### Piràmide de població
La piràmide de població per edats i sexe el 2009 era:
| Homes | Edats   | Dones |
| ----- | ------- | ----- |
| 4     | 95 o +  | 4     |
| 0     | 90 a 94 | 0     |
| 8     | 85 a 89 | 16    |
| 16    | 80 a 84 | 12    |
| 36    | 75 a 79 | 24    |
| 24    | 70 a 74 | 60    |
| 52    | 65 a 69 | 24    |
| 28    | 60 a 64 | 60    |
| 36    | 55 a 59 | 32    |
| 72    | 50 a 54 | 32    |
| 52    | 45 a 49 | 60    |
| 80    | 40 a 44 | 72    |
| 60    | 35 a 39 | 72    |
| 76    | 30 a 34 | 44    |
| 80    | 25 a 29 | 64    |
| 28    | 20 a 24 | 56    |
| 88    | 15 a 19 | 52    |
| 64    | 10 a 14 | 68    |
| 56    | 5 a 9   | 68    |
| 60    | 0 a 4   | 68    |

## Economia
El 2007 la població en edat de treballar era de 1.162 persones, 864 eren actives i 298 eren inactives. De les 864 persones actives 787 estaven ocupades (439 homes i 348 dones) i 77 estaven aturades (33 homes i 44 dones). De les 298 persones inactives 116 estaven jubilades, 79 estaven estudiant i 103 estaven classificades com a «altres inactius».

### Ingressos
El 2009 a Saint-Hilaire-du-Rosier hi havia 738 unitats fiscals que integraven 1.921 persones, la mediana anual d'ingressos fiscals per persona era de 17.092 €.

### Activitats econòmiques
Dels 86 establiments que hi havia el 2007, 5 eren d'empreses extractives, 2 d'empreses alimentàries, 10 d'empreses de fabricació d'altres productes industrials, 20 d'empreses de construcció, 11 d'empreses de comerç i reparació d'automòbils, 6 d'empreses de transport, 3 d'empreses d'hostatgeria i restauració, 1 d'una empresa d'informació i comunicació, 2 d'empreses immobiliàries, 11 d'empreses de serveis, 12 d'entitats de l'administració pública i 3 d'empreses classificades com a «altres activitats de serveis».
Dels 23 establiments de servei als particulars que hi havia el 2009, 1 era una oficina de correu, 2 tallers de reparació d'automòbils i de material agrícola, 4 paletes, 3 guixaires pintors, 4 fusteries, 1 lampisteria, 2 electricistes, 2 empreses de construcció, 2 perruqueries, 1 restaurant i 1 saló de bellesa.
Els 2 establiments comercials que hi havia el 2009 eren botiges de menys de 120 m².
L'any 2000 a Saint-Hilaire-du-Rosier hi havia 52 explotacions agrícoles que ocupaven un total de 864 hectàrees.

## Equipaments sanitaris i escolars
El 2009 hi havia 1 escola maternal i 2 escoles elementals.

## Poblacions properes
El següent diagrama mostra les poblacions més properes.